# Stadtarchiv Grenchen

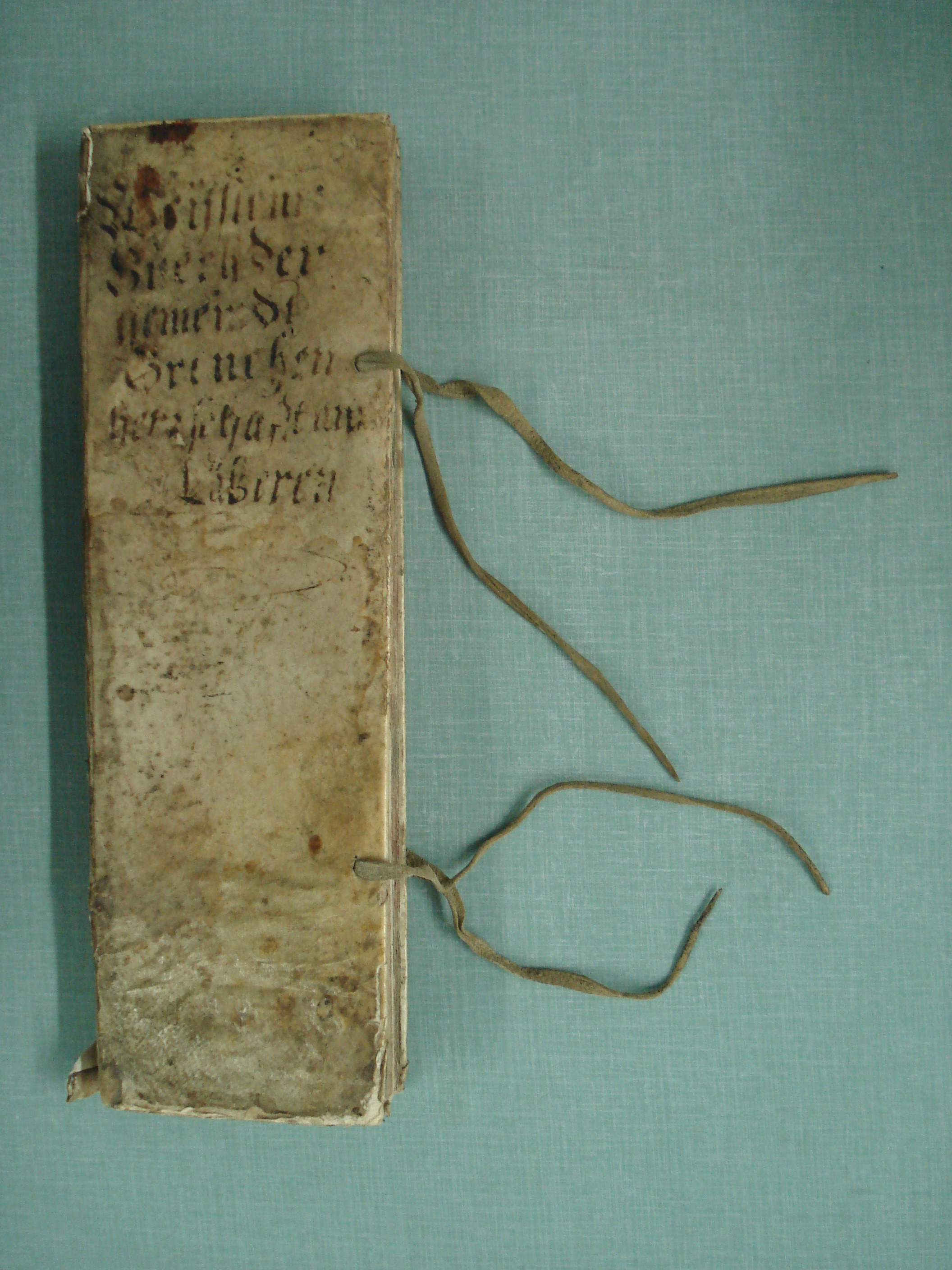
El libro Weyslein Buech, en el archivo, contiene el registro de huérfanos entre 1679 y 1719.

El Stadtarchiv Grenchen (“Archivo municipal de Granges”) es el archivo municipal de la ciudad suiza de Grenchen. Fue fundado en 1966 y está situado en la "Escuela II", un edificio considerado patrimonio de relevancia regional en Suiza.

## Historia, actividades y colección
El archivo almacena documentos de la administración y sobre la historia de la ciudad. Actualmente sus colaboradores elaboran una nueva “Historia de la ciudad de Granges de 1850 a 2008” (Geschichte der Stadt Grenchen der Jahre 1850–2008, que sustituirá la antigua obra de Werner Strub, Heimatbuch Grenchen ("libro de la patria", publicado en 1949); su publicación está prevista para el 2017. Para coleccionar información de parte de los habitantes de Granges (historia oral etc.) fue creado un wiki territorial con el objetivo de motivar a la población a contribuir al wiki, para con eso completar la Historia de la ciudad arriba mencionada.
El archivo es miembro de la Asociación de archivistas suizos y de la colección informativa sobre instituciones relacionadas con la memoria ISplus.

## Publicaciones del archivo
- 100 Jahre sozialdemokratische Stadtammänner in Grenchen: Festschrift zum 100-Jahre-Jubiläum. Stadtarchiv, Grenchen 1999. OCLC 76234201
- Der Beginn der Uhrenindustrie in Grenchen und Bettlach: 150 Jahre Uhrenindustrie Grenchen und Region: 1851–2001. Abreissblätter. Stadtarchiv, Grenchen 2001. OCLC 81833822

## Publicaciones sobre el archivo
- Verzeichnis schweizerischer Stadt- und Gemeindearchive. Zürich 1997, S. 26. OCLC 728229886
- Salome Moser: Grenchen hat ein Stadtarchiv: Die bewegte Geschichte des Archivs. Año 25, 1996, p. 60–61.
- Iris Minder: 10 Jahre historisches Stadtarchiv Grenchen. Ein Gespräche mit Salome Moser Schmidt. Año 35, 2006, p. 36–37.
- Salome Moser: Von Amida bis Zermatten: Die Sammlungen und Dokumentationen im Stadtarchiv. Año 38, 2009/2010, p. 36–37.
- Salome Moser: Den Hintergrund des Heute erleben: Ortsgeschichte im Grenchner Stadtarchiv. Año 40, 2011/2012, p. 57–58.